# Javier Lavallén
Javier Abel Lavallén (Berisso, Provincia de Buenos Aires, Argentina; 13 de diciembre de 1973) es un exfutbolista argentino. Jugaba como arquero y su primer equipo fue Gimnasia y Esgrima La Plata. Su último club antes de retirarse fue Argentino de Merlo. Fue el tercer arquero de la selección argentina sub-23 del Preolímpico en Mar del Plata y Tandil 1996 más también de dicho seleccionado en los Juegos Olímpicos de Atlanta (Estados Unidos) 1996.

## Clubes
| Club                        | País      | Año       |
| --------------------------- | --------- | --------- |
| Gimnasia y Esgrima La Plata | Argentina | 1992-1996 |
| Pumas                       | México    | 1996      |
| Gimnasia y Esgrima La Plata | Argentina | 1997      |
| Deportivo Español           | Argentina | 1997-1998 |
| Pumas                       | México    | 1998      |
| Unión de Santa Fe           | Argentina | 1999-2000 |
| Quilmes                     | Argentina | 2002-2003 |
| Unión Huaral                | Perú      | 2003      |
| Estudiantes de Medicina     | Perú      | 2004      |
| San Martín de Tucumán       | Argentina | 2004-2008 |
| Villa San Carlos            | Argentina | 2009-2010 |
| Argentino de Merlo          | Argentina | 2010      |

## Palmarés

### Campeonatos nacionales
| Título             | Club                    | País      | Año  |
| ------------------ | ----------------------- | --------- | ---- |
| Copa Centenario    | Gimnasia y Esgrima (LP) | Argentina | 1994 |
| Torneo Argentino B | San Martín de Tucumán   | Argentina | 2005 |
| Primera B Nacional | San Martín de Tucumán   | Argentina | 2008 |
| Primera C          | Villa San Carlos        | Argentina | 2009 |